# Campionati del mondo di atletica leggera indoor 2024 - Salto in lungo femminile
La gara del salto in lungo femminile dei campionati del mondo di atletica leggera indoor 2024 si è svolta il 3 marzo.

## Podio
| Pos.    | Atleta              | Nazionalità | Misura |
| ------- | ------------------- | ----------- | ------ |
| Oro     | Tara Davis-Woodhall | Stati Uniti | 7,07 m |
| Argento | Monae' Nichols      | Stati Uniti | 6,85 m |
| Bronzo  | Fátima Diame        | Spagna      | 6,78 m |

## Situazione pre-gara

### Record
Prima di questa competizione, il record del mondo indoor e il record dei campionati erano i seguenti.
| Record                | Prestazione | Atleta                       | Data e luogo                     | Competizione                     |
| --------------------- | ----------- | ---------------------------- | -------------------------------- | -------------------------------- |
| Record mondiale       | 7,37 m      | Heike Drechsler Germania Est | 13 febbraio 1988 Vienna, Austria |                                  |
| Record dei campionati | 7,23 m      | Brittney Reese Stati Uniti   | 1 marzo 2012 Istanbul, Turchia   | Campionati del mondo indoor 2012 |

### Campionesse in carica
Le campionesse in carica a livello mondiale erano:
| Campione        | Atleta                   | Prestazione | Data e luogo                  | Competizione                     |
| --------------- | ------------------------ | ----------- | ----------------------------- | -------------------------------- |
| Olimpico        | Malaika Mihambo Germania | 7,00 m      | 3 agosto 2021 Tokyo, Giappone | Giochi della XXXII Olimpiade     |
| Mondiale indoor | Ivana Španović Serbia    | 7,06 m      | 4 marzo 2018 Belgrado, Serbia | Campionati del mondo indoor 2022 |

## Risultati

### Finale
La finale diretta si è tenuta il 3 marzo alle ore 19:15
| Pos. | Atleta                | Nazionalità | 1ª prova | 2ª prova | 3ª prova | 4ª prova | 5ª prova | 6ª prova | Risultato | Note                                     |
| ---- | --------------------- | ----------- | -------- | -------- | -------- | -------- | -------- | -------- | --------- | ---------------------------------------- |
|      | Tara Davis-Woodhall   | Stati Uniti | 6.73     | 6.79     | 6.93     | 7.07     | 6.88     | 7.03     | 7.07      |                                          |
|      | Monae' Nichols        | Stati Uniti | 6.75     | x        | 6.83     | 6.85     | 6.68     | x        | 6.85      | Miglior prestazione personale stagionale |
|      | Fátima Diame          | Spagna      | 6.47     | x        | 6.40     | 6.51     | 6.78     | x        | 6.78      | Miglior prestazione personale stagionale |
| 4    | Mikaelle Assani       | Germania    | 6.67     | 6.66     | 6.68     | 6.57     | 6.77     | 6.44     | 6.77      |                                          |
| 5    | Annik Kälin           | Svizzera    | x        | 6.62     | 6.67     | 6.73     | 6.75     | 6.68     | 6.75      |                                          |
| 6    | Milica Gardašević     | Serbia      | 6.47     | x        | 6.56     | 6.74     | 6.59     | x        | 6.74      | Miglior prestazione personale stagionale |
| 7    | Larissa Iapichino     | Italia      | 6.51     | x        | 6.65     | 6.67     | 6.69     | 6.44     | 6.69      |                                          |
| 8    | Alina Rotaru-Kottmann | Romania     | 6.46     | 6.33     | x        | 6.43     | x        | 6.45     | 6.46      |                                          |
| 9    | Sumire Hata           | Giappone    | 6.43     | x        | 6.39     |          |          |          | 6.43      | Miglior prestazione personale stagionale |
| 10   | Tissanna Hickling     | Giamaica    | 6.43     | x        | 6.14     |          |          |          | 6.43      | Miglior prestazione personale stagionale |
| 11   | Diana Lesti           | Ungheria    | x        | 6.35     | 6.09     |          |          |          | 6.35      |                                          |
| 12   | Natalia Linares       | Colombia    | 6.29     | 6.33     | 5.82     |          |          |          | 6.33      | Miglior prestazione personale stagionale |
| 13   | Petra Bánhidi-Farkas  | Ungheria    | 6.30     | 6.17     | 6.20     |          |          |          | 6.30      |                                          |
| 14   | Eliane Martins        | Brasile     | 6.29     | 6.00     | 6.08     |          |          |          | 6.29      |                                          |
| 15   | Lissandra Campos      | Brasile     | x        | x        | 6.15     |          |          |          | 6.15      |                                          |